# دیگو دورتا
دیگو دورتا (انگلیسی: Diego Dorta؛ زادهٔ ۳۱ دسامبر ۱۹۷۱) بازیکن فوتبال سابق اهل اروگوئه است.
از باشگاه‌هایی که در آن بازی کرده‌است می‌توان به اتلتیکو ایندپندینته، باشگاه فوتبال پنیارول و باشگاه فوتبال پنیارول و تیم ملی فوتبال اروگوئه اشاره کرد.
وی همچنین در تیم ملی فوتبال Uruguay بازی کرده‌است.